# Inri Manzo
Inri Manzo (Salina Cruz, Oaxaca, México, 4 de marzo de 1991) es un futbolista mexicano que juega en la demarcación de delantero y desde 2016 milita en Albinegros de Orizaba de la Segunda División de México.

## Clubes
| Club                        | País   | Año            | Partidos | Goles |
| --------------------------- | ------ | -------------- | -------- | ----- |
| Tiburones Rojos de Veracruz | México | 2015- 2016     | 13       | 2     |
| Albinegros de Orizaba       | México | 2016- 2017     |          |       |
| San Pedro Pirates FC        | Belice | 2017- Presente |          |       |

## Palmarés

### Campeonatos nacionales
| Título                    | Club            | País   | Año  |
| ------------------------- | --------------- | ------ | ---- |
| Copa México Clausura 2016 | Tiburones Rojos | México | 2016 |